# 白堊奇異偽蕈甲
白堊奇異偽蕈甲（學名：Thescelostrophus cretaceus）為鞘翅目偽蕈甲科當中一個已滅絕的物種。

## 形態描述
根據俞雅麗等人分析的標本，本種體長 3.25 mm ，寬 1.46 mm ，觸角與眼睛非常接近。前胸背板成橫扁狀，無毛。前胸背板盤區後1/4有些微凹陷。翅鞘長 2.20 mm，寬 1.60 mm。所有足股節中段些許膨大，跗前爪（Pretarsal claw）彎曲，爪式單純且鋒利。
本種最近似於現生的新偽蕈甲屬（Synstrophus），但可根據觸角形態作區分，本種的觸角較為細長，與現生種類有所差異，且脛節突較短，跗節較長。本種形態上也與另一已滅絕的白堊新偽蕈甲屬近似，但本種的鞘翅上幾近無毛。而無毛及觸角較長這點也可以與Pseudohallomenus作區分。

## 系統分類學
本種屬於偽蕈甲科優偽蕈甲族奇異偽蕈甲屬的成員。

## 古生物學
從對白堊奇異偽蕈甲觸角形態的比較剖析，本種的發現也支持之前蔡晨陽等人認為早期的優偽蕈甲觸角型式形態上的多樣性高於現今後裔的假說，為其增添了一個新的證據。
整體外形的相似性則暗示本種可能與其現生後裔一樣是菌食性的，有關白堊紀的偽蕈甲和長朽木蟲的記錄相當多，與現生種類外形上相去不遠，這些類群的演化初期可能已建立了菌食性行為，而隨著未來越來越多化石物種被確認，早期菌食性甲蟲功能群的組成和古生物學將能被進一步解析。

## 發現歷史
2016年，廣州中山大學生命科學學院俞雅麗根據一件緬甸琥珀中，發表了白堊奇異偽蕈甲，同時發表一未描述過的屬級分類元奇異偽蕈甲屬。

## 命名語源
本種種小名根據其模式標本的生存年代白堊紀命名。